# الكونتشيل دي لا إيستريلا
بلدية الكونتشيل دي لا إيستريلا (بالإسبانية: Alconchel de la Estrella)‏، هي إحدى بلديات مقاطعة قونكة إحدى مقاطعات إسبانيا، والتي تقع في منطقة قشتالة لا منتشا وسط البلاد، والمائلة لجهة الشرق من إسبانيا.
يبلغ عدد سكانها 157 نسمة وفقاً لإحصائية سنة (2007).